# Мородунка
Мородунка (лат. Xenus cinereus) — птица из семейства бекасовых, мелкий кулик. Распространена в Восточной Европе и Сибири, большей частью на территории России. Типичная перелётная птица, гнездится в тропиках вдоль морских побережий Африки, Азии и Австралазии. Среди других мелких куликов выделяется изогнутым кверху клювом и большой подвижностью. В отличие от многих других видов, при появлении человека не прячется, а наоборот привлекает к себе внимание, сидя на какой-нибудь возвышенной точке вроде торчащей из воды упавшей ветке дерева. Питается мелкими беспозвоночными, в первую очередь насекомыми и их личинками, а также (преимущественно на зимовках) моллюсками и ракообразными. В ряде регионов России рассматривается в качестве редкого вида, в связи с чем включён в списки региональных Красных книг. Статус уязвимого вида (III категория) у мородунки в Красной книге Республики Беларусь.

## Описание

### Внешний вид
Кулик размером с дрозда. Сложением и окраской имеет сходство с перевозчиком, но несколько крупнее и коренастее. Главная характерная черта мородунки, отличающая её от других бекасовых птиц — длинный, уплощённый и заметно искривлённый кверху клюв (подобная форма клюва также встречается у шилоклювки и родственных ей птиц). Основание клюва — жёлтое, остальная часть — чёрная или буровато-чёрная. Ноги относительно короткие, жёлтые, оранжевые или серо-зелёные (в последнем варианте обычно у старых птиц). Радужина бурая. Общая длина 22—25 см, размах крыльев 38—42 см, масса 55—120 г. В компании с песочниками и улитами мородунка выделяется значительно более подвижным поведением: она быстро передвигается, часто и резко меняет направление движения.
Половые отличия в окрасе отсутствуют. Бровь светлая. Верх буровато- либо дымчато-серый с тёмными пестринами, низ белый с бурыми продольными чёрточками на шее и груди. Летом на лопатках вдоль спины развиты две чёрные полосы, у большинства птиц исчезающие после осенней линьки. В полёте по заднему краю крыла хорошо видна широкая белая полоса — как у травника, но немного уже и не такая контрастная. Нижняя часть крыла полностью белая. Зимний наряд в целом похож на летний, но более монотонный — яркие детали оперения отсутствуют либо еле заметны. Птицы первого года жизни сверху более тёмные — бурые с рыжими или охристыми каёмками перьев.

### Голос
В полёте издаёт быструю серию коротких свистовых звуков, состоящую из 2—5 слогов и порой напоминающую крики среднего кроншнепа, только более мягкие. Брачная песня самца, исполняемая в низком трепещущем полёте либо на земле с наклонённой головой и раскрытыми крыльями — громкий размеренный и раскатистый свист, передаваемый как «курррюуу..курррюуу». Вспугнутая птица издаёт резкое «ведь-ведь-ведь».

## Распространение

### Гнездовой ареал
Гнездится в лесной, лесотундровой, лесостепной зонах Евразии от Финляндии, Белоруссии и северной Украины к востоку до Чукотского хребта и бассейна Анадыря. Местами проникает в южную, кустарниковую часть тундры. Западная граница гнездовий размыта и непостоянна; общая численность гнездящихся в Европе птиц за пределами России, по оценкам специалистов, не превышает 415—680 пар. Достоверно известно об изолированном участке на побережье Ботнического залива в районе общины Пюхяйоки и города Коккола (Финляндия). В Белоруссии птицы гнездятся в основном в южной части республики: в пойме реки Припять и некоторых её притоков, рек Щара, Сож, Днепр к северу до Жлобина. Наиболее крупным стабильным поселением мородунок в Беларуси считается пойменный луг в окрестностях города Туров. На Украине птицы разрозненно селятся в северной части страны, например постоянно в окрестностях села Очкино Сумской области. В 1970—1980-х годах сообщалось о свежем и наиболее южном в пределах республики селении этих птиц на Каневском водохранилище.
Основной участок гнездового ареала находится на территории России к востоку от Белого моря, Весьегонска (Рыбинское водохранилище) и Новгородской области. Оценки численности этого кулика в европейской части страны расходятся: по данным 2000-х годов различные источники называют цифры 15—80 и 22,6—223 тыс. пар. Наиболее северные гнездовые участки были задокументированы на полуострове Канин в долине реки Чижа (67° с. ш.), в дельте Печоры, в устье Адзьвы, на Ямале в районе 69-й параллели, на Енисее на широте Норильска, на Таймыре в верховьях реки Мойеро в районе озера Ессей, на Лене на широте 69°, в долине Яны в районе Верхоянска, в долинах Индигирки и Колымы в районе 69-й параллели. С юга ареал ограничен верховьями Днепра и Дона, Рязанской (Касимовский район), Нижегородской (долина реки Керженец) областями, районами Саратова, Тюмени, Барнаула, Ачинска, северным Байкалом и долиной реки Баргузин.

### Зимний ареал

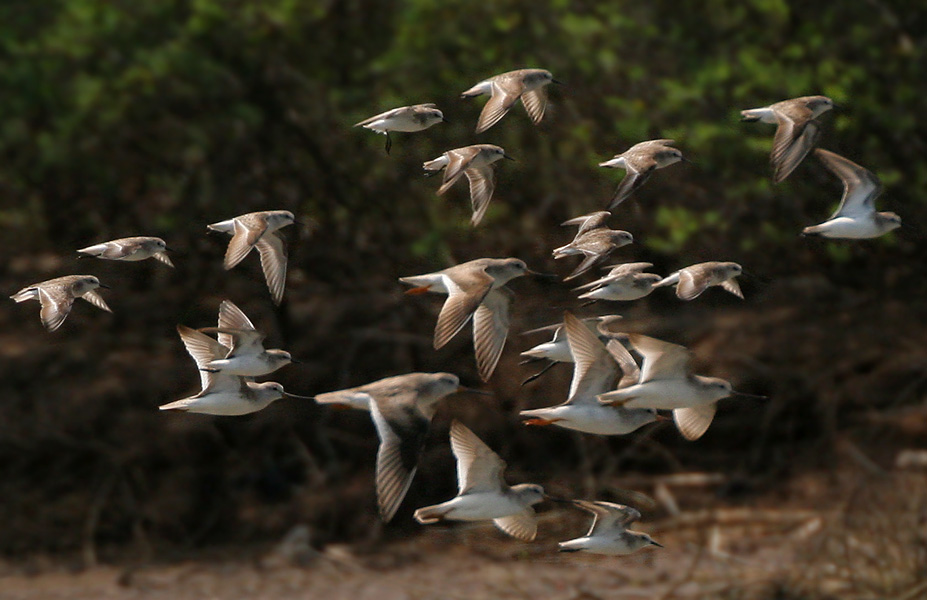
Стайка летящих мородунок и куликов-воробьёв на побережье океана в индийском штате Андхра-Прадеш

Перелётная птица на всём протяжении ареала, зимовки нередко отдалены от гнездовий на расстоянии до 12 тыс. км и выше. Зимует на морских побережьях континентальной Африки к югу от Нигерии и Эритреи, Мадагаскара, Аравийского полуострова, Южной и Юго-Восточной Азии, Австралазии. Большие скопления куликов отмечены в Судане, Танзании, Мадагаскаре, Бахрейне и Катаре, в то время как в Южной Африке зимует в общей сложности не более 1000 птиц. Также единичны случаи зимовок в юго-западной, наиболее засушливой, части континента. В тихоокеанской части ареала кулики многочисленны в Новой Гвинее, на востоке Индонезии и тропических районах Австралии, но в Тасмании известны только случайные залёты. Начиная с 1951 года, регулярно в небольших количествах регистрируется в Новой Зеландии. В последние годы всё чаще отмечаются залёты куликов в Западную Европу, при этом в 1973—1974 годах птицы зимовали в южной Англии, а в 1975 году в Тунисе.

### Места обитания
В гнездовой период населяет болотистые берега пресноводных водоёмов, поросшие невысокой околоводной растительностью. Часто селится в долинах извилистых рек, к которых русла изобилуют старицами, лужами и захламлённые паводковым мусором грязевыми отмелями, а берега представляют собой пойменные луга с густыми зарослями ивы, черёмухи, камыша, хвоща и других растений. Необходимым условием обитания в гнездовой период являются топкие участки берега, состоящие из незадернованного грунта — ила, песка либо торфа. Наибольшей плотности поселений достигает в северной части лесной зоны и некоторых районах лесотундры, где часто селится на окраинах лесных болот, глухих озёрах и вялотекущих тенистых реках. С другой стороны, в средней полосе России считается редким видом. В Белоруссии излюбленный биотоп — широкие заливные луга со скудной и вытоптанной скотом растительностью. Если летом мородунка населяет только внутренние водоёмы с пресной водой, то зимой в большинстве случаев обитает на морских побережьях, где придерживается илистых, реже песчаных пляжей. Иногда, если позволяют условия, мородунки по долинам крупных рек проникают вглубь континентов — такие случаи отмечены в Пакистане и на полуострове Малакка. В период отлива кулики кормятся на освободившихся от воды участках моря, во время прилива отдыхают на возвышающихся над водой корнях мангровых растений.

## Питание
Основу питания в гнездовой период составляют имаго и личинки хирономид, плавунцы, сухопутные жуки (жужелицы, стафилины, долгоносики, листоеды, пластинчатоусые). По данным наблюдений в долине Печоры, в желудках птиц в конце мая-начале июня помимо насекомых находили водоросли и большое количество гастролитов — мелких камней, необходимых для перетирания пищи. На пролёте рацион более разнообразный, включает в себя различных насекомых, мелких моллюсков, ракообразных (в том числе крабов), пауков и кольчатых червей. Птицы чаще всего кормятся на мелководье либо на грязевых и песчаных отмелях у самого уреза воды. В поисках пищи мородунка обычно слегка подгибает ноги и наклоняет клюв под очень малым углом к поверхности воды, после чего водит его из стороны в сторону. На суше зондирует почву, погружая клюв в мягкий субстрат, нередко на всю длину клюва. Поймав крупную жертву, птицы нередко бегут вместе с ней к проточной воде, в которой полоскают прежде чем проглотить. Кормится небольшими группами, часто в компании других куликов — камнешарок, мелких песочников и травников.

## Размножение

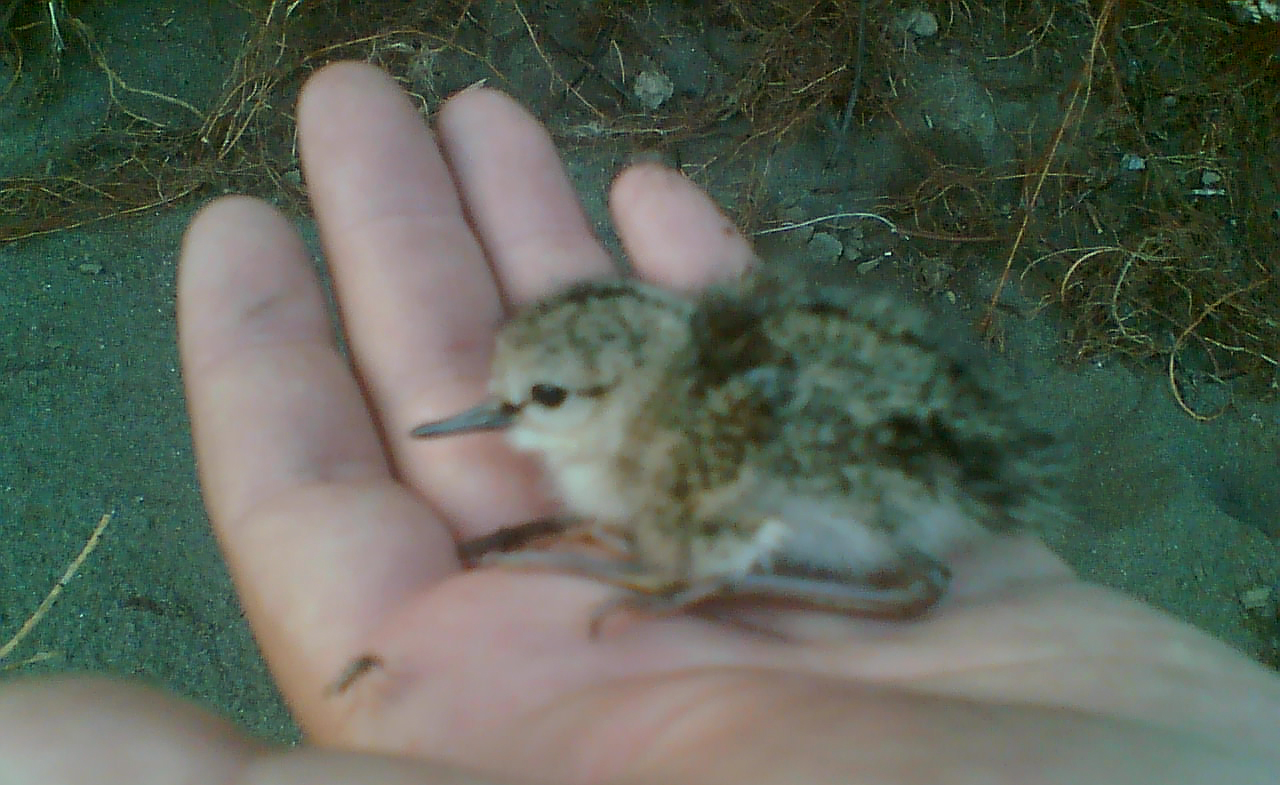
Птенец мородунки

Весной мородунки обычно прилетают в разгар половодья — в середине апреля на южной периферии ареала и во второй половине мая в северной. На пролёте чаще держится стаями по 10—18 особей, реже летит в одиночку или в компании с другими видами куликов. Будучи моногамной птицей, птица иногда сохраняет верность партнёру на протяжении нескольких лет подряд. Образование пар происходит в местах размножения, чему предшествует шумное брачное поведение самцов. Токуя стоя на берегу, кулик приподнимает хвост и трепещет крыльями, при этом дрожит всем телом и широко раскрывает клюв. В брачном полёте самец взлетает по косой линии вверх, несколько секунд трепещет крыльями на одном месте и уже без взмахов по такой же косой линии скользит вниз. В обоих случаях токование сопровождается характерными звонкими криками, слышными на большом расстоянии.
Гнездится отдельными парами или небольшими разреженными колониями вместе с поручейниками, чибисами, веретенниками, фифи, чернышами и другими болотными птицами. Гнездовая постройка примитивная, представляет собой ямку глубиной около 31 мм и диаметром 90—92 мм, выстланную разнообразным собранным поблизости материалом — кусочками коры, опилками, стебельками трав, обломками тростника, раковинами моллюсков и прочим лесным мусором. При этом состав и обилие выстилки может быть различно даже у гнездящихся по соседству птиц, не говоря уже об критериях, характерных для данного вида в целом; нередко попадаются гнёзда совсем без выстилки. Местоположение гнезда также варьирует в широких пределах. Чаще всего оно расположено на сухом месте недалеко от воды, но также может находиться как на сырой отмели реки или наносе плавника, так в траве и на расстоянии до 100 м от водоёма, быть совершенно открытым или спрятанным под пучком травы или валежником. Однако, А.П.Велижанин пишет: "Если вы будете разыскивать их (гнёзда) на берегу, или в кочках болота, поиски ваши будут совершенно напрасны. Гнёзда у них устраиваются на воде, как гнёзда крачек и малых чаек, и иногда расположены между ними" 
В году бывает только один выводок, однако при потере первоначальной кладки самка гнездится повторно. Полная кладка содержит 4 яйца, очень редко 3 или 5 яиц. Они имеют грушевидную форму и окрашены в охристый, светло-коричневый либо сероватый цвет с глубокими серовато-фиолетовыми и поверхностными тёмно-бурыми пятнами. Размеры яиц: (33—43)х(24—29) мм. Насиживают, по всей видимости, обе птицы пары (по другим данным, только самец) 23—24 дня, начиная с третьего или четвёртого яйца. При появлении человека в начале насиживания задолго сходят с гнезда и затаиваются, ближе к концу — подпускают на близкое расстояние, после чего с писком отводят, изображая раненую птицу. Появление на свет пуховиков с 20-х чисел июня по 20-е числа июля. Выводки держатся возле воды, зачастую в топких труднодоступных местах — болотах, сырых участках луга, зарослях хвоща. Кто из родителей согревает и водит выводок — неясно, информация в источниках противоречива. Осенний начинается в июле и продолжается до конца сентября.